# Керимай, Эрканд
Эрканд Керимай (алб. Erkand Qerimaj; род. 10 августа 1988) — албанский тяжелоатлет, чемпион Европы и Средиземноморских игр, участник Олимпийских игр.

## Карьера
Дебютировал на соревнованиях высшего уровня в 2003 году на чемпионате мира в Ванкувере. Там он занял 27-е место с итоговым суммарным результатом в 227,5 кг. 
В 2008 году на европейском первенстве в Линьяно-Саббьядоро занял четвёртое место, уступив призёрам более 10 кг. В том же году участвовал в Олимпиаде, где подняв в сумме 341 килограмм расположился на 13-й позиции.
В 2009 году Керимай стал чемпионом Средиземноморских игр и в том же году завоевал серебро в весовой категории до 77 кг на чемпионате Европы в Бухаресте.
В начале 2012 года на чемпионате Европы в Анталии албанец выиграл золотую медаль, подняв в сумме 348 кг, но спустя некоторое время он был уличен в использовании допинга и был лишен завоёванного золота и дисквалифицирован на два года, что не позволило ему принять участие в лондонской Олимпиаде.
После отбытия дисквалификации Керимай стал чемпионом Европы, выиграв в 2014 году первенство в Тель-Авиве. Он и его соотечественник Даниэль Годелли показали одинаковый результат (349 кг), но Керимай оказался легче на 20 грамм, что и принесло ему золотую медаль.
На чемпионате Европы 2019 года в Батуми, албанец сумел завоевать малую бронзовую медаль в упражнение рывок. Выступая в группе "Б" он взял вес в 159 кг.
В феврале 2024 года на чемпионате Европы в Софии Эрканд завоевал малую серебряную медаль в упражнении рывок с результатом 155 кг. По итогам двух упражнений он стал четвёртым. 